# زمین‌شناسی سیاره‌ای
اخترزمین‌شناسی، برون‌زمین‌شناسی یا زمین‌شناسی سیاره‌ای دانشی است که اصول و فنون زمین‌شناسی، زمین‌شیمی و زمین‌فیزیک را در مطالعهٔ ماهیت و منشأ و تاریخچهٔ گازها و مواد چگال منظومهٔ خورشیدی، به‌جز زمین، به کار می‌برد.
اخترزمین‌شناسی از علوم سیاره‌شناسی است که با زمین‌شناسی اجرام آسمانی همچون سیاره‌ها و ماه‌های‌شان، سیارک‌ها، دنباله‌دارها و شهاب‌سنگ‌ها درگیر است.
یوگن شومیکر به وجود آورندهٔ این شاخه از علم در سازمان نقشه‌برداری‌های زمین‌شناسی آمریکا است.